# União da Vila Planalto e Lago Sul
O Grêmio Recreativo Escola de Samba União da Vila Planalto e Lago Sul é uma escola de samba brasileira, sediada em Brasília, no Distrito Federal. A escola tem participado dos grupos de acesso do Carnaval de Brasília. A escola é formada por moradores da comunidade de Vila Planalto, em Brasília, e da região administrativa de Lago Sul, no Distrito Federal.
| 2008 |                      | 2 | Etnomatemática: uma viagem ao passado pelo universo dos números | Sérgio Moura |
| 2009 | 6ºlugar (185,10 pts) | 2 |                                                                 |              |